# Киквит
Ки́квит (фр. Kikwit) — город в провинции Квилу Демократической Республики Конго.

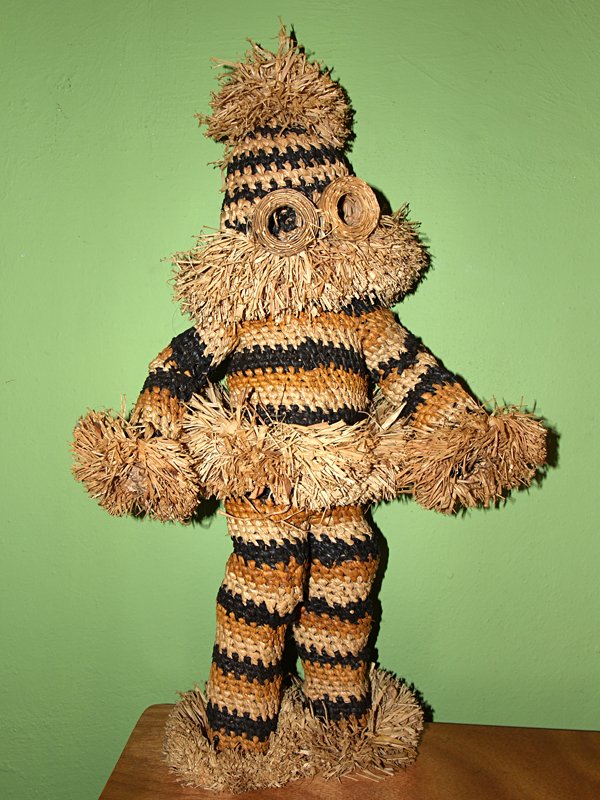
Костюм танцора из листьев пальмы рафии

Киквит является крупнейшим городом провинции Квилу, расположен в юго-западной части страны, на реке Квилу, на высоте 452 м над уровнем моря. Киквит также известен в регионе под названием «Мать» (англ. The Mother). Население города по оценочным данным на 2012 год составляет 397 737 человек.
Киквит — важный коммерческий и административный центр. В городе есть стадион и аэропорт. Киквит соединён с Киншасой дорогой и речным сообщением.
В 1995 году в Киквите была вспышка смертельной лихорадки Эбола. 18 февраля 2009 года, через 36 месяцев после принятия новой Конституции, Киквит стал административным центром новой провинции Квилу.
Город известен традиционными танцами, в частности народа бапенде. Танцоры бапенде часто носят национальные костюмы, которые состоят из красочной маски и одежды из листьев пальмы рафии.